# 解放街道 (渭南市)
解放街道，是中华人民共和国陕西省渭南市临渭区下辖的一个乡镇级行政单位。

## 行政区划
解放街道下辖以下地区：
渭通社区、陕西路社区、渭南供电社区、印机社区、光华社区、市二院社区、幸福社区、西南京路社区和新世纪社区。